# Дом Щелоковых
Дом Щелоковых — памятник градостроительства и архитектуры в историческом центре Нижнего Новгорода. Построен в 1820-е годы, предположительно, по проекту архитектора Ивана Ефимова.   
Дом Щелоковых является одним из редчайших в наши дни сохранившихся примеров деревянной застройки Нижнего Новгорода периода классицизма.

## История
Угловой участок улиц Варварской и Осыпной (Пискунова) был определён генеральным межеванием, его границы впервые были зафиксированы планом города от 1799 года. В этот период участок не был застроен. В начале XIX века участок принадлежал надворному советнику Е. М. Михайлову. Авторский проект современного дома не обнаружен, но по архивным документам середины XIX века исследователи приходят к выводам, что он относится к 1820-м годам и возведён по проекту архитектора И. Е. Ефимова на основе одного из «образцовых» фасадов 1809—1812 годов.
В 1830-е годы дом принадлежал статской советнице К. И. Ильиной. С 1836 и до начала XX века — купцу М. Ф. Щелокову и его наследникам. По имени последних владельцев он вошёл в историко-архитектурные справочники.
В 1861 году дом был перестроен: к северо-западному боковому фасаду основного объёма по проекту архитектора Ивана Кострюкова была пристроена комната с антресолями. В 1870-е годы был изменён в духе эклектики главный фасад здания: пропорции и детали строгого классицистического портика были нарушены, пилястры дополнены филенками и накладным деревянным геометрическим декором.
В 1918 году дом был национализирован и приспособлен под жилые квартиры. На протяжении  XX века здание в целом сохраняло сложившийся во второй трети XIX столетия архитектурный облик, сочетавший характерные черты русского классицизма и элементы декора в духе эклектики. Отдельные изменения касались зашивки некоторых окон бокового юго-восточного фасада, новой обшивки фасадов со двора, перестройки входных частей, незначительных перепланировок в советский период и утраты угловой печи в большом зале.
В 1996 году дом серьёзно пострадал в ходе пожара. В 2001 году здание было законсервировано, доступ в него перекрыт, тамбуры входов разобраны, а все проёмы первого этажа зашиты досками. Подлинные элементы и конструкции здания со временем пришли в нерабочее, а местами аварийное состояние.

### Реставрация
В 2020 году ООО «Асгард» выполнило проект реставрации памятника. К моменту проведения реставрационных работ дом представлял собой деревянный обшитый досками дом на каменном фундаменте, с трёхоконным мезонином и антресолями со двора. Основной объём почти квадратный в плане — 12,6 × 13 м. С северо-запада к нему примыкал прямоугольный в плане двухэтажный пристрой. Первоначальный пилястровый портик большого ордера был изменён в 1870-е годы: пилястры завершены упрощёнными капителями из двух небольших полочек; плоскости дополнены филенками и накладным декором. От первоначальных пилястр сохранились только базы с классицистической профилировкой, поднятые на уровень низа окон первого этажа (изначально они опирались на цоколь). Окна были декорированы рамочными профилированными наличниками с прямыми сандриками.
Наличие архивных материалов позволило реконструировать гипотетический исторический вид главного фасада. В итоге был выбран вариант целостной реставрации «на оптимальную дату». Приспособление под современное использование должно было минимально затронуть подлинные конструкции и планировочную структуру. Предполагалась реставрация подлинной деревянной обшивки 1870-х годов. Декоративное убранство реставрировалось с докомпоновкой фрагментарно утраченных элементов — наличников, пилястр, руста, профилированных поясов, комбинированной резьбы — на основе сохранившихся подлинных элементов и на основе исторических фотографий.
В интерьерах здания предусматривалось воссоздание утраченной классицистической анфилады помещений с центральной деревянной лестницей, а также художественных элементов — изразцовых печей, штукатурного декора и дверных заполнений.
В 2021 году начались работы по восстановлению дома: был разобран и заново собран деревянный сруб, с заменой поврежденных бревен, усилен фундамент.

## Архитектура
Дом Щелоковых представляет собой один из распространённых типов классицистической деревянной застройки Нижнего Новгорода — дом с мезонином. Предположительно, здание выстроено на основе «образцового» фасада жилого дома в пять окон по фасаду с мезонином. Первоначальный облик дома зафиксирован на архивном чертеже 1851 года. Центральная часть фасада акцентировалась четырёхпилястровым портиком, завершённым треугольным фронтоном. Аскетичный декор фасада придавал дому монументальность, характерную для этого периода архитектуры: квадратные окна мезонина были украшены плоскими наличниками; поверхности между окнами первого этажа и цоколем украшены крупным рустом; углы оформлены дощатым рустом; главным украшением фасада выступал портик, пилястры которого имели классические ионические капители; карниз украшали 16 кронштейнов.
В доме сохранилось общее пространственное положение парадных и жилых комнат, характерное для русского классицизма. Особую ценность представляет лестница с забежными ступенями исторической первоначальной конструкции и ограждением с балясинами — единственный сохранившийся в Нижнем Новгороде образец лестницы архитектуры классицизма.